# بیلی لانگ
بیلی لانگ (به انگلیسی: Billy Long) نمایندهٔ حوزه انتخابیه هفتم میزوری از حزب جمهوری‌خواه ایالات متحده آمریکا در مجلس نمایندگان ایالات متحده آمریکا است که برای نخستین‌بار در ۴۶ ژانویه ۲۰۱۱ میلادی به‌عضویت این مجلس درآمد.